# Hora del Planeta
La Hora del Planeta (en inglés Earth Hour) es un movimiento mundial, impulsada y concebido por el World Wildlife Fund (WWF) y la agencia publicitaria Leo Burnett, para concienciar sobre la problemática del cambio climático. Se celebra anualmente el último sábado de marzo y consiste en un apagón simbólico y voluntario de una hora entre las 20.30h y las 21.30h (hora local) de los edificios más emblemáticos del mundo, como la Torre Eiffel, el Coliseo de Roma, la Ópera de Sidney, el Palacio Real de Madrid, la Catedral de Burgos, y muchas más, hasta sumar miles de monumentos y edificios singulares de casi 200 países. Además, a este apagón simbólico se suman los hogares de millones de personas que participan en la acción y las sedes, oficinas y tiendas de miles de empresas de todo el mundo.  
La primera Hora del Planeta se celebró en Sídney el 31 de marzo de 2007. Inspirada en el proyecto australiano, la ciudad de San Francisco, en California, EE. UU, decidió lanzar su propio proyecto, llamado Lights Out ("Apaga las luces").
Siguiendo el ejemplo de Sídney y San Francisco, los organizadores decidieron programar la Hora del Planeta para el 28 de marzo de 2008, de las 20:00 a las 21:00 horas. Participaron en este apagón voluntario 35 países y 400 ciudades alrededor del mundo. Muchas otras ciudades en Canadá y otros países adoptaron el evento el sábado 29 de marzo de 2008, de 19:30 a 20:30 horas. En el año 2009, España se unía a la celebración oficial.  
El movimiento ha seguido creciendo y en 2024, 190 países y territorios son parte y el movimiento sigue creciendo y consolidándose en marzo edición tras edición.

## Historia[4]

La estructura metálica de los invernaderos del Jardín Botánico de Curitiba (Curitiba, Paraná, Sur de Brasil), con sus luces apagadas en el 2010.

En 2001, WWF Australia pidió a la agencia de publicidad Leo Burnett en Sídney proponer ideas para involucrar a los australianos en el tema del cambio climático. La idea de un cambio a gran escala se acuñó y se desarrolló en el 2006, originalmente con el título "The Big Flick" o "El Gran Golpe". WWF Australia presentó su concepto a los medios de Fairfax, quienes, junto con el entonces alcalde de Sídney, Clover Moore, acordaron respaldar el evento. La Hora del Planeta 2007 se celebró el 31 de marzo en Sídney, Australia a las 7:30 p. m., hora local.
En 2008 se sumaron a la Hora del Planeta apagando todas sus luces no esenciales: Empire State (Nueva York, USA), Sidney Opera House (Sídney, Australia), Sears Tower (ahora, Torre Willis, en Chicago, USA), National Monument (Yakarta, Indonesia), Golden Gate Bridge (San Francisco, USA), Bank of America Plaza (Atlanta, USA), Space Needle (Seattle, USA) Table Mountain (Cape Town, Sudáfrica), el Coliseo Romano (Roma, Italia), Azrieli Center (Tel Aviv, Israel), Royal Castle (Estocolmo, Suecia), CNTower (Toronto, Canadá), SM Mall of Asia, SM Science Discovery Center (Manila, Filipinas), Suva (Fiyi), Nidaros Cathedral (Trondheim, Noruega), Petronas Towers (Kuala Lumpur, Malasia), KL Tower (Kuala Lumpur, Malasia), Wat Arun Temple (Bangkok, Tailandia), el Ayuntamiento de Londres (Londres, Inglaterra) y el Royal Liver Building (Liverpool, Reino Unido).[cita requerida]
Incluso Google oscureció su página de inicio para apoyar la Hora del Planeta. Se puede leer la frase: "Hemos apagado las luces. Ahora es tu turno" (We've turn the lights out. Now it's your turn).[cita requerida]

## Celebridades que apoyan
Entre las celebridades que han manifestado apoyo al evento están Nelson Mandela, la modelo Miranda Kerr, la leyenda del cricket Sachin Tendulkar, el cantante internacional Alejandro Sanz o Jesús Calleja, Ban Ki-moon, el exvicepresidente de Estados Unidos Al Gore, Yoko Ono, Stephen Fry, Cate Blanchett y la banda Coldplay.

## Ciudades inscritas
Esta es una lista de las ciudades (incluyendo sus alrededores) inscritas para tal evento durante el 2008.
| Asia & Oceanía | Europa | América Anglosajona | América Latina |  |
| - Lautoka, Fiyi - Suva, Fiyi - Adelaida, Australia - Brisbane, Australia - Canberra, Australia - Darwin, Australia - Hobart, Australia - Melbourne, Australia - Perth, Australia - Sídney, Australia - Auckland, Nueva Zelanda - Christchurch, Nueva Zelanda - Wellington, Nueva Zelanda - Bangkok, Tailandia - Manila, Filipinas - Singapur - Dubái, Emiratos Árabes Unidos - Tel Aviv, Israel - Ahmedabad, India - Bangalore, India - Nueva Delhi, India - Pune, India - Yakarta, Indonesia | - Londres, Reino Unido - Exeter, Reino Unido - Cardiff, Reino Unido - Ávila, España - Barcelona, España - Bilbao, España - Caravaca de la Cruz, España - Castelldefels, España - Córdoba, España - Cádiz, España - Gijón, España - Granada, España - Madrid, España - Málaga, España - Melilla, España - Murcia, España - Salamanca, España - Santa Cruz de Tenerife, España - Sevilla, España - Valencia, España - Zaragoza, España - Copenhague, Dinamarca - Aalborg, Dinamarca - Aarhus, Dinamarca - Odense, Dinamarca - Baia Mare, Rumanía - Lugoj, Rumanía - Timişoara, Rumanía - Sighetu Marmaţiei, Rumanía - Dublín, Irlanda - Örebro, Suecia - Trondheim, Noruega - Moscú, Rusia | - Arlington, Estados Unidos - Asbury Park, Estados Unidos - Atlanta, Estados Unidos - Bradley Beach, Estados Unidos - Bridgeport, Estados Unidos - Brisbane, Estados Unidos - Burbank, Estados Unidos - Charlotte, Estados Unidos - Chicago, Estados Unidos - Columbia, Estados Unidos - Concord, Estados Unidos - Denver, Estados Unidos - Falmouth, Estados Unidos - Glendale, Estados Unidos - Highland Park, Estados Unidos - Homer Glen, Estados Unidos - Honolulu, Estados Unidos - Houston, Estados Unidos - La Grange, Estados Unidos - La Plata, Estados Unidos - Los Ángeles, Estados Unidos - Martha's Vineyard, Estados Unidos - Matawan, Estados Unidos - Miami, Estados Unidos - Mineápolis, Estados Unidos - Muskegon, Estados Unidos - Norman, Estados Unidos - Estado de Nueva York, Estados Unidos - Ocean City, Estados Unidos - Opelika, Estados Unidos - Pasadena, Estados Unidos - Phoenix, Estados Unidos - Portland, Estados Unidos - Roswell, Estados Unidos - Saginaw, Estados Unidos - San Clemente, Estados Unidos - San Francisco, Estados Unidos - St. Louis, Estados Unidos - Wilmington, Estados Unidos - Provincia de Nueva Escocia, Canadá - Provincia de Quebec, Canadá - Provincia de Nuevo Brunswick, Canadá - Provincia de Ontario, Canadá - Provincia de Terranova y Labrador, Canadá - Provincia de British Columbia, Canadá - Provincia de Alberta, Canadá | - Santo Domingo, República Dominicana - Punta Cana, República Dominicana - Ciudad de México - Chiapas, México - Chihuahua, México - Santiago de Querétaro, México - Guadalajara, México - Guaymas, México - León, México - Morelos, México - Real del Monte, México - Puebla, México - San Luis Potosí, México - Tampico, México - Toluca de Lerdo, México - Veracruz, México - Tijuana, México - Sabinas Hidalgo,México - Quito, Ecuador - Manta, Ecuador - Cuenca, Ecuador - Guayaquil, Ecuador - Quevedo, Ecuador - San Juan, Puerto Rico - San Salvador, El Salvador - Antiguo Cuscatlan, El Salvador - Ciudad de Guatemala - La Ceiba, Honduras - San Pedro Sula, Honduras - León, Nicaragua - San José, Costa Rica - Panamá - Bucaramanga, Colombia - Bogotá, Colombia - Barranquilla, Colombia - Cali, Colombia - Ibagué, Colombia - Medellín, Colombia - Valparaíso, Antioquia - Cartagena, Colombia - Santa Marta, Colombia - Mocoa, Colombia - Villavicencio, Colombia - Arapiraca, Brasil - Ribeirão Preto, Brasil - Araraquara, Brasil - Belém, Brasil - Belo Horizonte, Brasil - Brasília, Brasil - Camapuã, Mato Grosso do Sul, Brasil - Camocim, Ceará, Brasil - Campo Grande, Brasil - Curitiba, Brasil - Fortaleza, Brasil - Florianópolis, Brasil - Guapimirim, Río de Janeiro, Brasil - Guarabira, Paraíba, Brasil - Sumidouro, Río de Janeiro, Brasil - Gurupi, Tocantins, Brasil - Itaperuna, Río de Janeiro, Brasil - João Pessoa, Paraíba, Brasil - Joinville, Brasil - Maceió, Brasil - Niterói, Río de Janeiro, Brasil - Patos, Paraíba, Brasil - Recife, Brasil - Rio Branco, Brasil - Río de Janeiro, Brasil - Rio das Ostras, Río de Janeiro, Brasil - Salgueiro, Pernambuco, Brasil - São Bernardo do Campo, São Paulo, Brasil - São Paulo, Brasil - São Roque, São Paulo, Brasil - Porto Alegre, Brasil - Vila Velha, Espírito Santo, Brasil - Cariacica, Espírito Santo, Brasil - Viana, Espírito Santo, Brasil - Uberlândia, Minas Gerais, Brasil - Lima, Perú - Trujillo, Perú - Junín, Perú - Juliaca, Perú - Arequipa, Perú - Cusco, Perú - Pucallpa, Perú - Chachapoyas, Perú - Moyobamba, Perú - Rioja, Perú - Ica, Perú - Apurimac, Perú - Aucayacu, Perú - La Paz, Bolivia - Cochabamba, Bolivia - Trinidad, Bolivia - Tarija, Bolivia - Oruro, Bolivia - Potosí, Bolivia - Sucre, Bolivia - El Alto, Bolivia - Viacha, Bolivia - San Ignacio de Velasco, Bolivia - San Matías, Bolivia - Buenavista, Bolivia - Riberalta, Bolivia - Vallegrande, Bolivia - Puerto Suárez, Bolivia - Entre Ríos, Bolivia - Puerto Quijarro, Bolivia - Montero, Bolivia - Chulumani, Bolivia - Tupiza, Bolivia - Asunción, Paraguay - Trinidad, Paraguay - Buenos Aires, Argentina - Córdoba, Argentina - La Plata, Argentina - Mar del Plata, Argentina - Bahía Blanca, Argentina - Miramar, Argentina - Neuquén Capital, Argentina - Parera, Argentina - Río Cuarto, Argentina - Santiago, Chile - La Calera, Chile - Antofagasta, Chile - Valdivia, Chile - Montevideo, Uruguay - Artigas, Uruguay - Managua, Nicaragua - Estelí, Nicaragua - Barquisimeto, Venezuela - Caracas, Venezuela - Mérida, Venezuela |  |